# Tethystola unifasciata
Tethystola unifasciata là một loài bọ cánh cứng trong họ Cerambycidae.